# ヴェンタステガ
ヴェンタステガ(Ventastega)は約3億7450万年～3億5920万年前のデボン紀後期のファメニアン期に生きた四肢動物の元となる生物。

ただ、四肢動物の系統としてのヴェンタステガの起源は、四肢動物の形態学的な多様化の波動が始まったデボン紀後期(3億8530万年～3億7450万年前)フラスニアン期に固定されているように思われる。

ヴェンタステガは今まで発見された中で最も早いデボン紀の四肢動物の一つ。

骨の2つの都合のよい順応と地質学の文脈を考えて、どのヴェンタステガが見つけられたかで、潮の海の影響は示されている。しかしながら、ティクタアリクのように、ヴェンタステガは陸上主体の生活でなく水生生物であると想定される。

スウェーデン・ウプサラ大学進化生物学のアルベルイ教授によると、科学雑誌のネイチャーの誌面において、そのヴェンタステガに胸びれではなく、手足が付けられたと報告された。

この推論は骨盤とその肩の主要な部分の検査に基づいている。報告された化石は、ラトビアで見つけられた。それらは3億6500万年前のものである。

ヴェンタステガ=クロニカ(Ventastega curonica)の骨盤の頭蓋骨、肩、および一部が見つけられた。

彼らは、それが魚よりも四肢動物の特徴を持っており、小さいワニと同様に見えたのを示す。

この発見は魚から四肢動物(両生類、爬虫類、恐竜、鳥、および哺乳動物を含む四肢があるそれらの子孫の動物)進化的変遷についての理解に貢献する。